# Mamyr Stash
Mamyr Stash (en russe : Мамыр Сташ) est un coureur cycliste russe né le 4 mai 1993 à Maïkop.

## Biographie
Membre de l'équipe Helicopters en 2013, il est recruté en 2014 par l'équipe Itera-Katusha. Auteur d'une bonne saison dans cette équipe, il signe chez RusVelo pour la saison 2015.

## Palmarès sur route

### Par années
- 2012[1]
  - 3e du championnat de Russie du critérium
- 2013
  - 5e étape du Grand Prix d'Adyguée
  - 3e et 11e étapes du Friendship People North-Caucasus Stage Race
- 2014
  - Central-European Tour Szerencs-Ibrány
  - 1re et 3e étapes du Tour du Caucase
- 2015
  -  Médaillé d'argent du championnat d'Europe sur route espoirs
- 2016
  - 2e de l'Umag Trophy
- 2017
  - 4e étape de la Flèche du Sud
- 2018
  - 3e étape de la Course de Solidarność et des champions olympiques
- 2020
  - Grand Prix Gazipaşa
- 2021
  - 2e du Grand Prix Gazipaşa
- 2022
  - Grand Prix Manavgat Side
  - 3e du championnat de Russie sur route
- 2024
  - 2e étape de la Ladoga’s Gold
  - Tour de Russie :
    - Classement général
    - 2e étape

  - 2e de la Ladoga’s Gold
  - 3e du Tour de Biélorussie

### Classements mondiaux
| Année                                 | 2013 | 2014 | 2015 | 2016 | 2017  | 2018  | 2019  | 2020 | 2021  | 2022 |
| ------------------------------------- | ---- | ---- | ---- | ---- | ----- | ----- | ----- | ---- | ----- | ---- |
| Classement mondial                    |      |      |      | 692e | 2078e | 2213e | 2876e | 413e | 1075e | 819e |
| UCI Europe Tour                       | 899e | 152e | 149e | 422e | 1334e | 1460e | 1781e | 337e | 797e  | 617e |
|                                       |      |      |      |      |       |       |       |      |       |      |
| Légende : nc = non classéSource : UCI |      |      |      |      |       |       |       |      |       |      |

## Palmarès sur piste

### Championnats du monde
- Apeldoorn 2018
  - 7e de la poursuite par équipes[2]
  - 16e de l'omnium[3]

### Coupe du monde
- 2016-2017
  - 2e de la poursuite par équipes à Cali
- 2017-2018
  - 3e de l'omnium à Minsk

### Championnats d'Europe
| Édition / Épreuve | Poursuite par équipes |
| Berlin 2017       | Bronze                |

### Championnats nationaux
- 2017
  -  Champion de Russie de poursuite par équipes (avec Alexander Evtushenko, Dmitriy Sokolov et Sergey Shilov)
  -  Champion de Russie de course aux points
  -  Champion de Russie d'omnium